# 仁寿事件
仁寿事件是1992年末至1993年初发生在中国四川省仁寿县的一起大规模农民群体性事件。

## 简介
1992年末至1993年初，四川省仁寿县发生农民抵抗基层政府的群体性事件。这起事件是改革开放以来震动中国中央高层的首起群体性事件。此前，因税费负担而引发的农民的抵抗活动基本为个体活动，比如农民自杀等等。
此次事件的起因为，仁寿县为了修筑道路，强制农民集资。农民张德安用中央减轻农民税费负担的政策规定为据，到处宣传，动员农民抵制集资。上万农民堵截了公路并围攻乡镇政府，农民和政府的冲突不断激化并扩大。在此形势下，地方政府开展高压宣传，并试图抓捕张德安。事件报至中央，时任全国人大常委会委员长万里称：“这个张德安是真正的人民代表，地方政府的做法很愚蠢。”由于万里的表态，政府的处置措施发生了根本转变。其后，国务委员陈俊生主持了内部会议提出了要求，并在此次会议上传达了万里的谈话。国务院发展研究中心副主任王郁昭等人均参加了此次会议。